# Joe Fazio
Joseph Ray "Joe" Fazio (født 11. september 1942, død august 2011) var en australsk roer.
Fazio var en del af den australske otter, der vandt sølv ved OL 1968 i Mexico City, Mexico. Australierne fik sølv efter en finale, hvor Vesttyskland sikrede sig guldmedaljerne, mens Sovjetunionen vandt bronze. Den øvrige besætning i den australske båd var Alf Duval, Michael Morgan, Peter Dickson, David Douglas, John Ranch, Gary Pearce, Bob Shirlaw og styrmand Alan Grover.

## OL-medaljer
- 1968:  Sølv i otter